# 麗都夜總會
麗都夜總會（法語：Le Lido）是一間歌舞秀夜總會，座落於法國巴黎的香榭麗舍大道，1946年開幕，由克列里科兄弟所經營。它以異國情調的節目而聞名，包括舞者，歌手和其他表演，歷年來有不少知名藝人在此演出，例如法國女歌后愛迪·琵雅芙、搖滾巨星強尼·哈立戴和黑人天后約瑟芬·貝克等等。

## 歷史
約瑟夫·克列里科和路易·克列里科兄弟兩人創辦的麗都夜總會在1946年6月20日開幕，1955年被星塵度假村收購，開始把許多巴黎風格的歌舞表演引進到後來興起的拉斯維加斯。
1977年麗都夜總會遷移至香榭麗舍大道。2006年，法國食品公司索迪斯收購麗都並投資2400萬歐元發展現今的表演。

## 現況
2015年新的歌舞秀節目為「巴黎奇蹟」（Paris Merveilles），每場表演都會運行10-20個場景，將近一個半小時。每天有晚上9點（7點半進場有附晚餐）和11點兩場表演，晚餐和香檳需另外收費。
每場表演會展出的歌手和舞蹈演員，包括著名的藍鈴女孩。開場或“主旋律”會先歡迎晚上的現場觀眾，通常是經典節目或舞者大雜燴般的出場，有時也加上特殊的照明效果。音樂可以是原創或當前流行的歌曲、百老匯和好萊塢的電影音樂混合等等；搭配著雜耍，雜技和魔術。至少有一個場景將採用水面舞台，舞台本身可以升降，可以在溜冰場和游泳池之間切換。另外，麗都秀以極為華麗的服裝和羽毛頭冠而名聞遐邇。